# كاثرين سويفت
كاثرين سويفت هي رسامة برتغالية، ولدت في 1956، وتوفيت في 2004.